# 약캐 토모자키 군

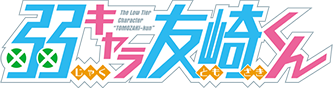

약캐 토모자키 군(弱キャラ友崎くん)은 야쿠 유우키가 짓고, 플라이가 삽화를 그린 일본의 라이트 노벨이다. 단행본은 쇼가쿠칸에서 간행하고 있으며, 2022년 1월 기준으로 본편 10권, 단편집 2권이 나왔다. 각색 만화판은 전 6권 29화로 나왔다.

## 줄거리
인생은 망겜. 이 흔하디흔한 캐치프레이즈는 유감스럽게도 진실이다. 일본 굴지의 게이머인 내가 보증하니 틀림없다.
하지만 그 녀석은 나에게 버금갈 정도로 게임에 통달했으면서도, 인생은 갓겜이라고 단언했다. 타고난 강캐, 학교의 퍼펙트 히로인, 히나미 아오이. 뭐? “이 인생=게임의 룰을 가르쳐줄게”?
……보통은 그런 말을 믿지 않을 것이다. 하지만 히나미 아오이는 보통이라는 범주에 절대 들어가지 않는 녀석이라고!